# Ministro sem pasta
Um ministro sem pasta é ou um ministro sem responsabilidades específicas ou um ministro que não chefia qualquer ministério determinado.

## Por país

### Alemanha
- Wilhelm Frick (1936-1943)
- Arthur Seyss-Inquart (1939-1945)

### Brasil
Durante o breve período parlamentarista vivido pelo Brasil no século XX, Celso Furtado ocupou o cargo de "ministro sem pasta" de João Goulart, sendo responsável pelo planejamento econômico e pela direção da SUDENE.

### Canadá
Todos, menos um dos gabinetes do governo do Canadá, tiveram um ou vários ministros sem pasta.

### Dinamarca
Três "ministros de controle" agiram como ministros sem pasta durante a II Guerra Mundial.

### República da China
No Yuan Executivo da República da China existem vários destes ministros sob o título de Delegados do Yuan Executivo (政務委員):
- Hu Sheng-cheng
- Lin Yi-fu
- Lin Sheng-fong
- Kuo Yao-chi
- Chen Chi-mai
- Lin Ferng-ching
- Fu Li-yeh

Um destes cargos é tipicamente reservado para o presidente do importante Conselho para o Desenvolvimento Econômico (經濟建設委員會), o qual é geralmente considerado um membro do gabinete mas não o é oficialmente, exigindo porém os poderes reais de um ministro.

### Índia
- Natwar Singh

### Irlanda
- Eamonn Duggan (1922)
- Finian Lynch (1922)
- Erskine H. Childers (1959)
- Michael O'Kennedy (1972-1973)
- Martin O'Donoghue (1977)

### Israel
- Ariel Sharon

### Holanda
Embora não possua ministério, um ministro sem pasta nos Países Baixos possui status e poderes ministeriais.
- Agnes van Ardenne
- Rita Verdonk
- Alexander Pechtold

### Portugal
- Francisco Sá Carneiro, Álvaro Cunhal e Francisco Pereira de Moura foram ministros sem pasta no I Governo Provisório, em 1974[2];
- Vítor Alves, Ernesto Melo Antunes, Joaquim Magalhães Mota e Álvaro Cunhal no II Governo Provisório (1974) e III Governo Provisório (1974-1975);
- Mário Soares, no IV Governo Provisório (1975), para além de Magalhães Mota e Álvaro Cunhal;
- Jorge Campinos, no I Governo Constitucional (1976-1978).[3]

### Nova Zelândia
No primeiro governo Trabalhista (1935), Mark Fagan tornou-se "ministro sem pasta".

### Reino Unido
No Reino Unido, é frequentemente um cargo do gabinete utilizado para incluir o presidente do Partido Trabalhista ou do Partido Conservador nas reuniões ministeriais (em tal circunstância, detém o título de "Cadeira do Partido"). As sinecuras de Lord Privy Seal e Chancellor of the Duchy of Lancaster também podem ser usadas com fins semelhantes.

### Sérvia
No presente governo, Dragan Đilas é um "ministro sem pasta" a cargo do Plano Nacional de Investimento.

### No século XXI
- Charles Clarke (2001-2002)
- John Reid (2002-2003)
- Ian McCartney (2003-2006)
- Hazel Blears (2006-2007)

- Sinecura